# Sekoto
Sekoto is een bestuurslaag in het regentschap Kediri van de provincie Oost-Java, Indonesië. Sekoto telt 5994 inwoners (volkstelling 2010).